# VII. Antef
VII. Antef (uralkodási név: Szehemré-Herihermaat) az ókori egyiptomi XVII. dinasztia fáraója. Thébában uralkodott a második átmeneti kor idején, amikor Egyiptom északi részét a hükszoszok tartották megszállva. Uralkodása valószínűleg nem volt túl hosszú.
Számozása a szakirodalomban nem egységes; előfordul VII. Antef és VIII. Antef néven is.

## Családja
Rokoni kapcsolatai az őt megelőző fáraókkal nem tisztázottak. VI. Antef fáraó feleségét, Szobekemszaf királynét egy sztélén „a király nővére”-ként említik, ami azt jelenti, a VI. Antefet követő uralkodók valamelyikének volt a testvére; ez lehet VII. Antef, de akár az őt követő II. Szobekemszaf vagy Szenahtenré Jahmesz is. Maga Szobekemszaf királyné egy fáraó, valószínűleg Rahotep unokája volt.
A VII. Antef után következő II. Szobekemszaf és Szenahtenré lehetséges, hogy a fivérei voltak, de utóbbiról az is felmerült, hogy a fia. II. Szobekemszaf leányát, Szobekemhebet egy Ameni nevű herceg vette feleségül, aki vagy Antef, vagy Szenahtenré fia, anyja, Haanhesz királyné tehát ezek valamelyikének egy felesége.

## Koporsója
A fáraót a XVII. dinasztia idején használt nekropoliszban, Dirá Abu el-Nagában helyezték örök nyugalomra. Koporsója (Louvre E 3020) ma Párizsban található. Ez az egyetlen tárgy, amin a fáraó neve szerepel; az Antef név írásmódját – ami eredetileg elődjééhez volt hasonló – tintával utólag javították, és ekkor adták hozzá prenomenét is. Rövid ideig uralkodott – ami megmagyarázza, miért írták nevét először helytelenül koporsóján; az írnokoknak még nem volt idejük megszokni az új írásmódot. Ez alapján Kim Ryholt feltételezte, hogy Szehemré-Herihermaat Antef társuralkodóként uralkodott Nubheperré (VI.) Anteffel, és korábban elhunyt, mint ő, tehát önállóan nem uralkodott, koporsója pedig eredetileg Nubheperré Antefnek készült. Ezt egy Koptoszban talált kőre alapozza, melyen Nubheperré Antef neve és egy másik király csaknem teljesen elpusztult neve szerepel, utóbbinál a sérült helyre beférne a hosszú Szehemré Herihermaat név, és mindkettejük neve után az általában élő uralkodók neve után használt dỉ ˁnḫ formula szerepel.
Aidan Dodson szerint azonban Szehemré-Herihermaat Antef önállóan is uralkodott és koporsója is az ő számára készült, mivel az Antef név és a később hozzáadott Szehemré-Herihermaat prenomen más írással szerepel a koporsón, mint a rajta lévő többi szöveg. A koporsó tehát eredetileg nem királyi használatra készült, és tulajdonosának neve csak később került rá. Ez megmagyarázza azt is, hogy a koporsó miért nem királyi (hiányzik róla az ureusz, és stílusában Kamosze nyilvánvalóan nem királyi koporsójához hasonlít).